# Duque de Teck
Teck foi uma família de príncipes alemães residentes no Castelo de Teck, que se extinguiu em 1917, após a Abolição de títulos germânicos no Reino Unido.

## Criação
O título condal foi recriado posteriormente, em 1863, em favor da condessa Claudine Rhédey von Kis-Rhéde (1812-1841), esposa morganática de Alexandre de Württemberg. Em 1863, os membros da família tornaram-se príncipes e princesas de Teck, com o tratamento de Sua Alteza Sereníssima. A condessa Claudine teve três filhos, entre os quais o futuro Francisco, Duque de Teck, pai da princesa Maria de Teck, consorte do rei Jorge V do Reino Unido.
Em 17 de julho de 1917, Jorge apaziguou sentimentos nacionalistas britânicos através da emissão de uma proclamação real que mudou o nome da Casa Real da germânica Saxe-Coburgo-Gota para Windsor. Ele e todos os seus parentes britânicos renunciaram aos seus títulos e estilos alemães, adotando sobrenomes britânicos. Jorge compensou seus parentes varões com a criação de títulos britânicos, como os irmãos da rainha Maria, que tornaram-se, respectivamente, Adolfo de Cambridge, 1.º Marquês de Cambridge, e Alexandre de Cambridge, 1.º Conde de Athlone.

## Membros

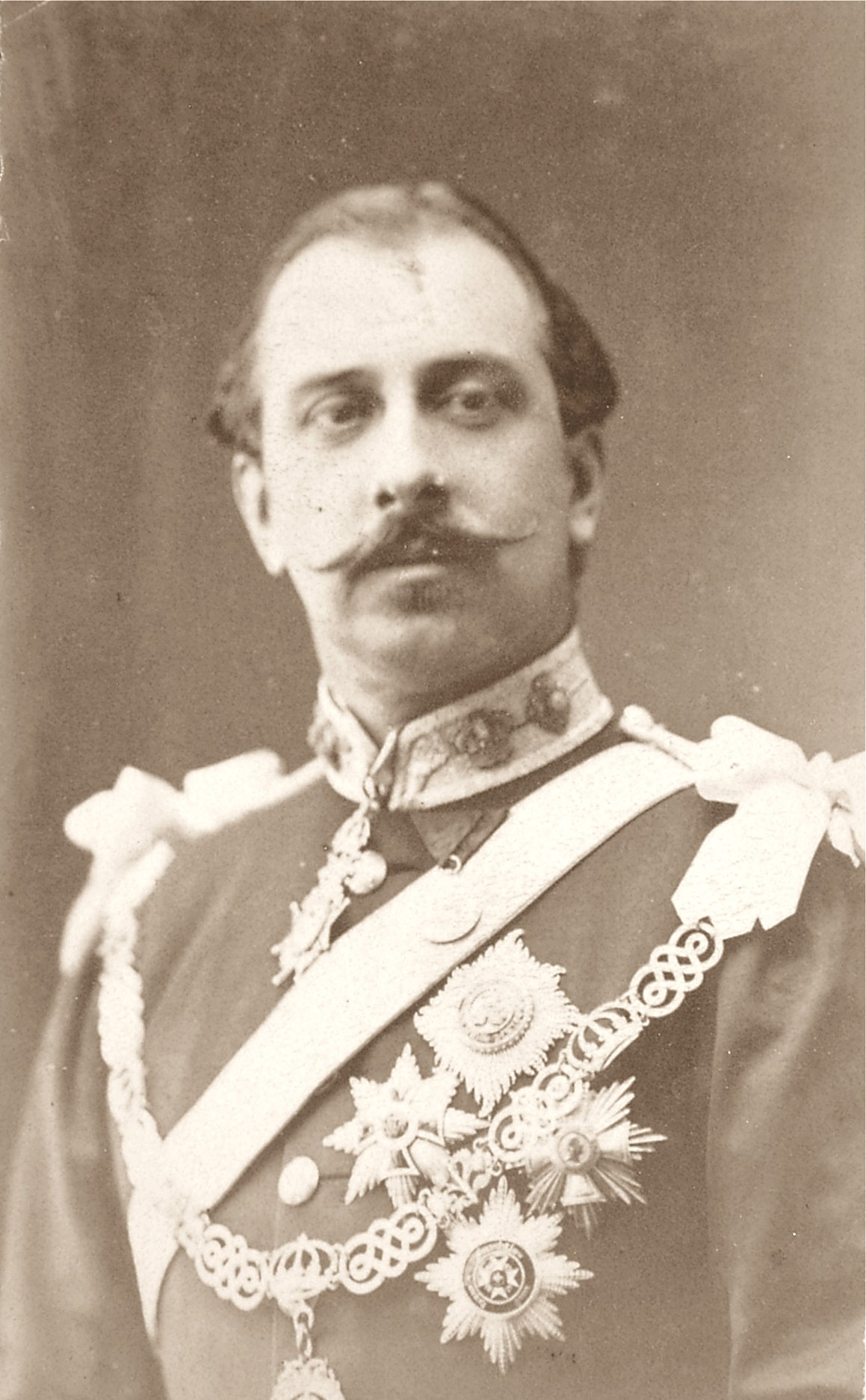
Francisco, Duque de Teck

### Duque de Teck
- Príncipe Francisco, Duque de Teck (1837-1900) marido de Maria Adelaide de Cambridge
  - Princesa Maria de Teck (1867-1953) esposa de Jorge V do Reino Unido
  - Adolfo, 1.º Marquês de Cambridge (1868-1927) marido da Lady Margaret Grosvenor
    - George Cambridge, 2.º Marquês de Cambridge (1895-1981) marido de Dorothy Hastings
    - Lady Mary Cambridge (1897-1987) esposa de Henry Somerset, 10.º Duque de Beaufort
    - Lady Helena Cambridge (1899-1969) esposa de John Evelyn Gibbs
    - Lorde Frederick Cambridge (1907-1940)

  - Príncipe Francisco de Teck (1870-1910)
  - Alexandre, Conde de Athlone (1874-1957) marido de Alice de Albany
    - Lady May Cambridge (1906-1994) esposa de Henry Abel Smith
    - Rupert, Visconde Trematon (1907-1928)
    - Príncipe Maurício de Teck (1910-1910)

Suas irmãs foram:
- Princesa Claudina de Teck (1836-1894)
- Princesa Amélia de Teck (1838-1893) esposa do Conde Paul von Hügel

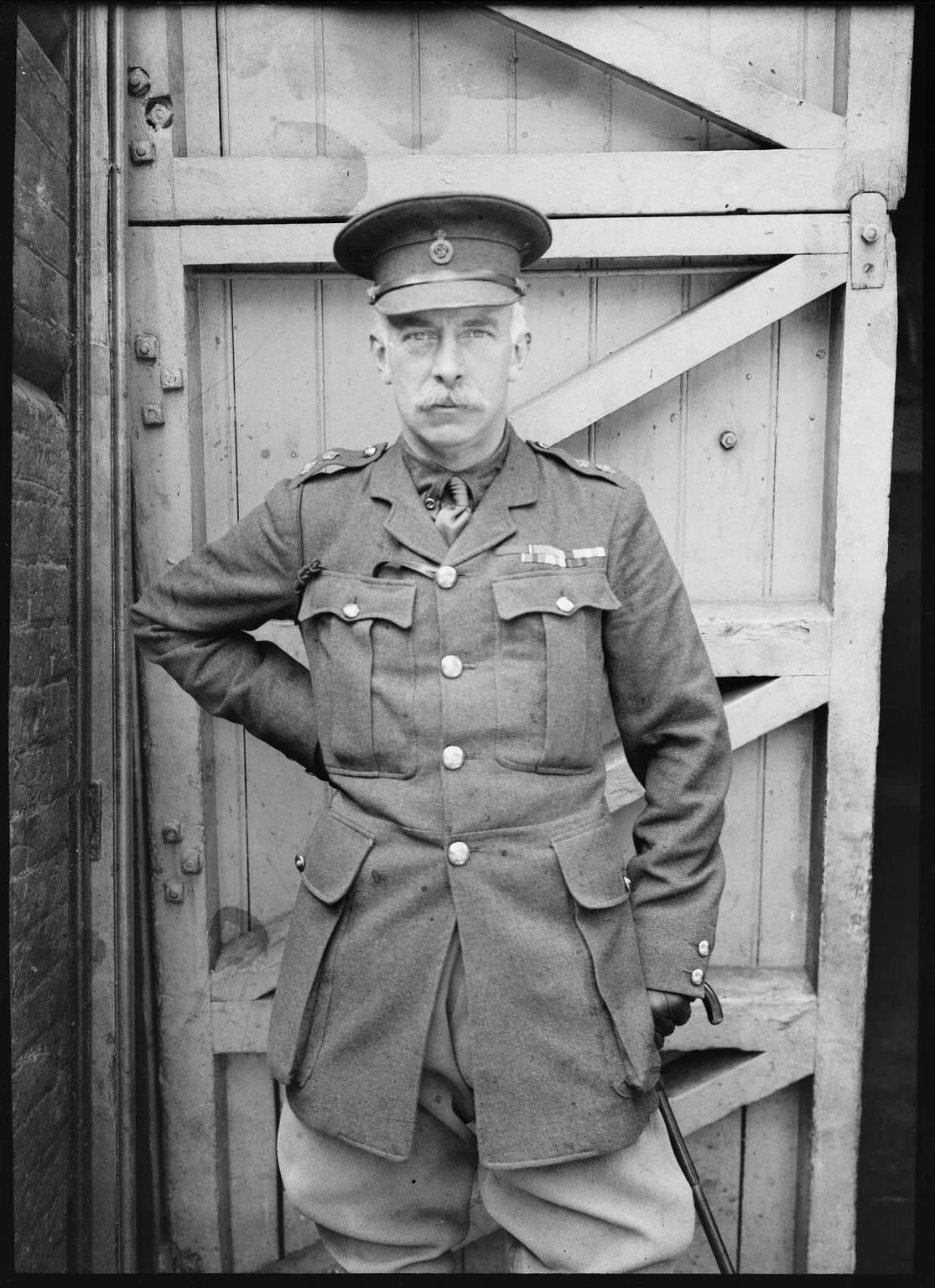
Adolfo Cambridge, 1.º Marquês de Cambridge

### Marquês de Cambridge
- Adolfo Cambridge, 1.º Marquês de Cambridge (1868-1927) marido da Lady Margaret Grosvenor
  - George Cambridge, 2.º Marquês de Cambridge (1895-1981) marido de Dorothy Hastings
    - Lady Mary Cambridge (1924-1999) esposa de Peter Whitley

  - Lady Mary Cambridge (1897-1987) esposa de Henry Somerset, 10.º Duque de Beaufort
  - Lady Helena Cambridge (1899-1969) esposa de John Evelyn Gibbs
  - Lorde Frederick Cambridge (1907-1940)

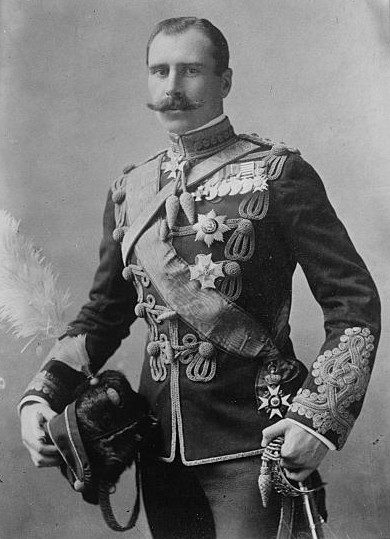
Alexandre Cambridge, Conde de Athlone

### Conde de Athlone
- Alexandre Cambridge, Conde de Athlone (1874-1957) marido de Alice de Albany
  - Lady May Abel Smith (1906-1994) esposa de Henry Abel Smith
  - Rupert, Visconde Trematon (1907-1928)
  - Príncipe Maurício de Teck (1910-1910)

## Brasões
| Brasão de Francisco, Duque de Teck | Brasão de Maria de Teck como Rainha Consorte do Reino Unido e Imperatriz Consorte da Índia | Brasão de Mary Somerset, Duquesa de Beaufort | Brasão de Alice, Condessa de Athlone |